# Villa Galardi
 Villa Galardi si trova in via dei Bassi 9 a Fiesole, nella città metropolitana di Firenze.

## Storia e descrizione
Appartenne nel Trecento ai Donati e ai Tuccio del Bene, per passare nel secolo successivo ai Gherardini della Rosa, poi ai Pitti e, nel Seicento, ai Miniati. Nel 1726 fu dei Gatteschi, poi dei Pratesi che la tennero per quasi due secoli. Di forme non monumentali, la "casa da signore" nel tempo fu ridotta a casa colonica e solo durante la proprietà Galardi, dal 1935, venne restaurata ricercandone le antiche forme, attività continuata anche dai successivi proprietari, i Traupe Cioppi.
L'elemento di maggiore interesse del complesso è il giardino, in cui sono presenti elementi interessanti della tradizione all'italiana, quali il vivaio d'acqua corrente, il labirinto di bosso, affacci panoramici e un'ampia terrazza rivolta a mezzogiorno, oltre a un "selvatico" (boschetto) di lecci. I giochi di fughe prospettiche, soprattutto nel labirinto, creano l'impressione di uno spazio più dilatato di quello che è in realtà. Tra gli arredi degli spazi verdi spiccano una grande vasca in pietra e alcune statue.
Le essenze arboree presenti sono soprattutto i cipressi, mentre tra le specie floricole si trovano oleandri e specie annuali da vaso. Nota importante è anche il valore paesaggistico dei terreni circostanti, piantati a uliveto da secoli, che degradano dolcemente verso il letto dell'Arno.